# Golfo San Matias

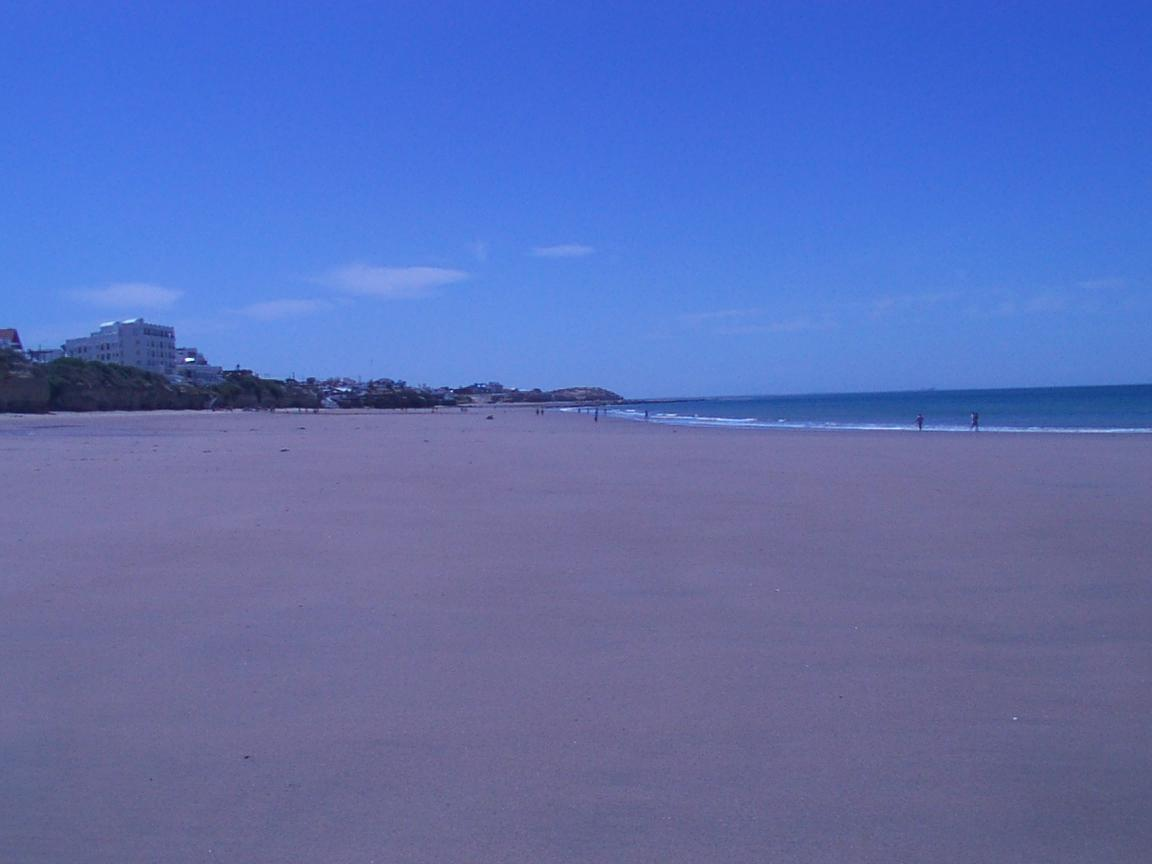
Vista di San Antonio Oeste.

Il golfo San Matías è un golfo argentino localizzato sulla costa dell'oceano Atlantico (nel tratto conosciuto con il nome di mar Argentino), che si estende da punta Bermeja a nord, nella provincia di Río Negro, e punta Norte a sud, nella parte estrema della penisola di Valdés, nella provincia di Chubut.
La larghezza media è di circa 148 km mentre la sua bocca è di 118 km, con acque molto profonde che permettono una buona navigazione.
Le maree al suo interno hanno un regime semidiurno, con un'ampiezza minima e massima di 3,5 e 7,6 metri.
Al suo interno si trovano i porti di:
- San Antonio Oeste (pesca);
- San Antonio Este (frutta e derivati);
- Punta Colorada (minerali di ferro, attualmente inattivo).

Le stazioni balneari sono:
- El Cóndor (Río Negro);
- Las Grutas;
- Playas Doradas.

La legislazione argentina lo considera come acque interne del paese (con la legge n° 18.502) ma tale definizione non è accettata dagli altri paesi:
(legge 18.502)